# Hines (Oregon)
Hines is een plaats (city) in de Amerikaanse staat Oregon, en valt bestuurlijk gezien onder Harney County.

## Demografie
Bij de volkstelling in 2000 werd het aantal inwoners vastgesteld op 1623. In 2006 is het aantal inwoners door het United States Census Bureau geschat op 1488, een daling van 135 (-8,3%).

## Geografie
Volgens het United States Census Bureau beslaat de plaats een oppervlakte van 6,1 km², geheel bestaande uit land.

## Plaatsen in de nabije omgeving
De onderstaande figuur toont nabijgelegen plaatsen in een straal van 96 km rond Hines.